# Zemský okres Dunaj-Ries
Zemský okres Dunaj-Ries (německy Landkreis Donau-Ries) je zemský okres v německé spolkové zemi Bavorsko, ve vládním obvodě Švábsko. Sídlem okresu je město Donauwörth. Okres leží na západě Bavorska a sousedí se spolkovou zemí Bádensko-Württembersko. V roce 2014 zde žilo 130 203 obyvatel.

## Města a obce
| Města | Obce |
| --- | --- |
| 1. Donauwörth 2. Harburg 3. Monheim 4. Nördlingen 5. Oettingen in Bayern 6. Rain 7. Wemding Obce s tržním právem (Markt) 1. Kaisheim 2. Wallerstein | 1. Alerheim 2. Amerdingen 3. Asbach-Bäumenheim 4. Auhausen 5. Buchdorf 6. Daiting 7. Deiningen 8. Ederheim 9. Ehingen am Ries 10. Forheim 11. Fremdingen 12. Fünfstetten 13. Genderkingen 14. Hainsfarth 15. Hohenaltheim 16. Holzheim 17. Huisheim 18. Maihingen 19. Marktoffingen 20. Marxheim 21. Megesheim 22. Mertingen 23. Mönchsdeggingen 24. Möttingen 25. Munningen 26. Münster 27. Niederschönenfeld 28. Oberndorf am Lech 29. Otting 30. Reimlingen 31. Rögling 32. Tagmersheim 33. Tapfheim 34. Wechingen 35. Wolferstadt |

## Sousední okresy
| Růžice kompasu |            | Ansbach                 | Weißenburg-Gunzenhausen          | Růžice kompasu |
| Růžice kompasu | Ostalb     | Sever                   | Eichstätt Neuburg-Schrobenhausen | Růžice kompasu |
| Růžice kompasu | Ostalb     | Zemský okres Dunaj-Ries | Eichstätt Neuburg-Schrobenhausen | Růžice kompasu |
| Růžice kompasu | Ostalb     | Jih                     | Eichstätt Neuburg-Schrobenhausen | Růžice kompasu |
| Růžice kompasu | Heidenheim | Dillingen an der Donau  | Aichach-Friedberg Augsburg       | Růžice kompasu |